# PL学園野球部心臓震盪死亡事件
PL学園野球部心臓震盪死亡事件（PLがくえんやきゅうぶしんぞうしんとうしぼうじけん）は、日本の学校の運動部で起きた事件。

## 概要

### 事件の発生
2007年9月1日に、PL学園中学校・高等学校の野球部のグラウンドでは硬式野球部の練習が行われていた。この日の練習には高校野球部の部員46人と中学軟式野球部の部員3人が練習に参加していた。この日の練習が行われている午後2時ごろにPL学園中学校3年生の部員の胸に硬球が当たった。それから転がった球を拾って送球した後に突然前向きに倒れて病院に搬送された。搬送先の病院で約7時間後に心臓震盪で死亡した。
大阪府警察富田林警察署の調べによると、この死亡した時点では中学生と高校生が合同で塁間で送球する球回しが行われていた。死亡することとなる生徒は二塁におり、三塁にいた高校生から投げられてきた球をキャッチし損ねてこのようになっていた。この死亡した生徒は、この日は硬球を使って練習をするのは初めての日であった。倒れてからグラウンドにいたトレーナーは心臓マッサージを行い自動体外式除細動器も使おうとしたが、それよりも先に救急車が到着して搬送された。

### 事件から
それから行われた記者会見で、教頭は自動体外式除細動器がグラウンドに置かれていなかったことを明らかにする。そして今後はグラウンドにも自動体外式除細動器を置く方針とした。自動体外式除細動器は車で取りに行かなければならない距離の体育館に置かれていた。死亡した生徒の両親は、もっと身近な場所に自動体外式除細動器が置かれていたならば助かったかもしれず、単に学校に置かれているだけでは意味は無く、とにかく悔しいと述べる。この死亡した生徒は野球が好きであったために、高校野球で甲子園を目指すために中学校3年生に上がる時点に公立中学校からPL学園中学校に転校していた。
2007年9月10日に開かれた橋本市議会定例会でこの事件が取り上げられる。それによるとPL学園には自動体外式除細動器は設置されていたが、設置場所が知られていないという状態であった。このため生徒が倒れた際には設置場所とは違う場所で探していたという有様であった。それまでは設置されていたが使用されたことは無かった。このようなことがあったことから市内での自動体外式除細動器についての説明と設置場所を徹底させることが求められる。それと市内では自動体外式除細動器の設置されている数が少ないため、無い場所に新たに設置させることが求められる。
この事件は2007年に開かれた国際ロータリー第2640地区の会議で取り上げられる。そこではこれらのような事故は予防可能であったと述べられる。青少年のスポーツ実施時の安全確保もロータリアンの役目と考えているため、逝去したメンバーの浄財を使用することで衝撃緩衝材を用いた胸部保護プロテクターを購入して支部内のチームに配布したことが報告される。試合だけでなく日頃の練習時からの着用も勧奨指導する。胸部保護プロテクターをこのように組織的に使用していこうとする事例は当時の国内にはまだ無かった。
この事件は2008年1月31日に行われた山口県自動体外式除細動器普及促進協議会郡市医師会救急医療担当理事協議会合同会議で取り上げられる。この事件と共に2007年4月に大阪府の高校で野球の試合中に心臓震盪に起こした生徒がいたものの、その高校には1年前より自動体外式除細動器が設置されていたため、それを使用することで救命することができて、その生徒は現在も野球をすることができているという事例も紹介される。このようなことがあったため、県として高校野球関連での心臓震盪対策として、自動体外式除細動器を配備したり、野球の指導員に心肺蘇生の講習を受講させるなどを県レベルで指導するべきであると述べられる。
心臓震盪から子供を救う会では、自動体外式除細動器が無かったか使用できなかったために死亡した事例としてこの事件が紹介されている。